# I Can Hear Your Voice
I Can Hear Your Voice (hangul: 너의 목소리가 들려; rr: Neoui Moksoriga Deulryeo) é uma telenovela sul-coreana estrelada por Lee Jong-suk, Lee Bo-young e Yoon Sang-hyun. Composta por 18 episódios, foi ao ar na SBS entre 5 de junho e 1 de agosto de 2013 todas as quartas e quintas-feiras às 21:55.
Inicialmente prevista para 16 episódios, devido ao sucesso foi prolongada por mais 2 episódios.

## Enredo
Um drama sobre defensores públicos que assumem os casos mais difíceis, com menos de 1% de chance de ganhar. Jang Hye-Sung é uma advogada corajosa, audaciosa, com pouca empatia e cômica. Ela é irritável de língua afiada que não tem nem um pouco de noção ou boas maneiras e acha difícil ficar entusiasmada com o que ela faz. Cha Kwan Woo é um ex-policial sério, apaixonado e macho que se torna um advogado do governo. Enquanto isso, Park Soo Ha é um garoto de 19 anos que tem a habilidade ou superpoder de ler as mentes das pessoas adquirida depois de um acidente de carro criminoso. Juntos, eles vão se unir para resolver os casos que ninguém mais quer, casos que só tem uma chance de 1% de ser declarado inocente.

## Elenco
| Ator/Atriz     | Personagem                       |
| -------------- | -------------------------------- |
| Lee Jong-suk   | Park Soo Ha (Lee Soon Wook)      |
| Lee Bo-young   | Jang Hye Sung                    |
| Yoon Sang-hyun | Cha Kwan Woo                     |
| Lee Da-hee     | Hwang Seo Do Yeon                |
| Jung Woong-in  | Min Joon Gook                    |
| Yoon Joo-sang  | Shin Sang Duk                    |
| Kim Ga-eun     | Go Sung Bin                      |
| Choi Sung-joon | Choi Yoo Chang                   |
| Kim Soo-yun    | Moon Dong Hee                    |
| Jung Dong-hwan | Seo Dae Suk                      |
| Uh Ki-joon     | Uhm Ki Joon                      |
| Kim Byung-ok   | Hwang Dal Joong                  |
| Park Doo-shik  | Kim Choong Ki                    |
| Kim Kwang-gyu  | Kim Gong Sook                    |
| Kim Hae-sook   | Eo-Choon Shim                    |
| Goo Seung-hyun | Soo-ha (criança)                 |
| Kim So-hyun    | Hye-sung (jovem)                 |
| Jo Duk-hyun    | Park Joo Hyuk                    |
| Lee Jung-hyuk  | Kim Moo                          |
| Kim Mi-kyung   | Esposa de Dal Joong              |
| Choi Dae-sung  | Fúncionário de Yang              |
| Jang Hee-soo   | Mãe de Seo Do Yun                |
| Han Ki-won     | Jung Pil Jae                     |
| Han Ki-woong   | Jung Pil Seung                   |
| Kim Min-jong   | Choi Yoon                        |
| Jung Min-ah    | Do-yeon (jovem)                  |
| Park Chul-hyun | Jogador de Basquetebol           |
| Lee Byung-joon | Chefe da Empresa Jornal Gratuito |
| So Yi-hyun     | Advogado                         |
| Kim Hwan       | Locutor                          |
| Kim Hak-rae    | Cliente da Sauna                 |
| Kim Ki-chun    | Bandido                          |
| Kim Sung-kyun  | Detetive do Hospital             |
| Jun Soo-kyung  | Senhora                          |
| Ahn Moon-sook  | Representante do Orfanato        |

## Audiência
O drama I Hear Your Voice, transmitido toda quarta e quinta, vem recebendo altos índices de audiência, seu episódio mais recente conseguiu atingir os 20 pontos.

### Tabela de Audiência
| Episodio # | Data                | Titulo do Episodio                                     | Share de Audiencia | Share de Audiencia | Share de Audiencia | Share de Audiencia |
| Episodio # | Data                | Titulo do Episodio                                     | TNmS Ratings       | TNmS Ratings       | AGB Nielsen        | AGB Nielsen        |
| Episodio # | Data                | Titulo do Episodio                                     | Nacional           | Seoul              | Nacional           | Seoul              |
| ---------- | ------------------- | ------------------------------------------------------ | ------------------ | ------------------ | ------------------ | ------------------ |
| 1          | 5 de junho de 2013  | "I Hear Your Voice"                                    | 7.8% (15th)        | 8.9% (13th)        | 7.7% (17th)        | 9.0% (12th)        |
| 2          | 6 de junho de 2013  | "Bad Girl, Good Girl"                                  | 11.6% (4th)        | 13.6% (3rd)        | 12.7% (5th)        | 14.0% (4th)        |
| 3          | 12 de junho de 2013 | "I'll Be There"                                        | 14.0% (4th)        | 16.5% (1st)        | 15.0% (4th)        | 16.5% (4th)        |
| 4          | 13 de junho de 2013 | "Him in My Vague Memory"                               | 17.3% (2nd)        | 20.1% (1st)        | 16.1% (4th)        | 17.5% (2nd)        |
| 5          | 19 de junho de 2013 | "Words That Can't Be Trusted"                          | 16.6% (2nd)        | 19.3% (1st)        | 16.1% (4th)        | 17.7% (2nd)        |
| 6          | 20 de junho de 2013 | "Me, Abandoned All Alone at the Edge of the World"     | 16.6% (2nd)        | 19.9% (1st)        | 17.8% (2nd)        | 19.9% (1st)        |
| 7          | 26 de junho de 2013 | "Why Is a Sad Premonition Never Wrong?"                | 15.1% (3rd)        | 17.0% (1st)        | 16.1% (3rd)        | 18.4% (1st)        |
| 8          | 27 de junho de 2013 | "Who Are You Living For?"                              | 18.1% (2nd)        | 20.7% (1st)        | 16.4% (3rd)        | 18.1% (2nd)        |
| 9          | 3 de julho de 2013  | "If Even You Leave in Difficult Days"                  | 17.3% (3rd)        | 20.5% (1st)        | 17.9% (2nd)        | 19.4% (1st)        |
| 10         | 4 de julho de 2013  | "Why Am I Lost Searching for Painful Memories?"        | 19.8% (2nd)        | 23.2% (1st)        | 19.7% (2nd)        | 20.9% (2nd)        |
| 11         | 10 de julho de 2013 | "I'm Sorry, I Hate You"                                | 22.2% (1st)        | 26.0% (1st)        | 22.1% (1st)        | 24.6% (1st)        |
| 12         | 11 de julho de 2013 | "Etude of Memories"                                    | 22.2% (1st)        | 25.8% (1st)        | 22.8% (1st)        | 24.8% (1st)        |
| 13         | 17 de julho de 2013 | "The One Word in My Heart That I Can't Keep Inside"    | 22.6% (1st)        | 25.7% (1st)        | 21.6% (1st)        | 23.7% (1st)        |
| 14         | 18 de julho de 2013 | "Things That I Have to Be Silent in My Memory"         | 23.6% (1st)        | 27.9% (1st)        | 23.1% (1st)        | 26.2% (1st)        |
| 15         | 24 de julho de 2013 | I Don't Ruin Anything                                  | 24.2%              | 27.4%              | 23.0%              | 24.8%              |
| 16         | 25 de julho de 2013 | The Thieving Magpie Overture                           | 25.2%              | 28.1%              | 24.1%              | 26.7%              |
| 17         | 31 de julho de 2013 | Without Your Eyes, I Can't Even See in Front of Myself | 23.7%              | 25.8%              | 22.3%              | 24.7%              |
| 18         | 1 de agosto de 2013 | Through the Light in the Darkness, You Remain with Me  | 26.2%              | 29.0%              | 23.1%              | 24.8%              |
| Média      | Média               | Média                                                  | 19.1%              | 22.0%              | 18.8%              | 20.7%              |

## Trilha sonora
| # | Titúlo                   | Artista     |
| - | ------------------------ | ----------- |
| 1 | "Why Did You Come Now"   | Jung Yup    |
| 2 | "In My Eyes"             | Kim Yeon Ji |
| 3 | "The Days We Were Happy" | Narae       |